# Lichni
Lichni (abchaziska: Лыхны; georgiska: ლიხნი) är en ort i Abchazien i nordvästra Georgien med 524 invånare (år 1989). Den ligger cirka 48 km från huvudstaden Suchumi och cirka 5 km från Gudauta.